# 腎小體
腎小體（英語：renal corpuscle）位於腎臟，是腎元中首先進行過濾工作的單位，它包含了由動脈性微血管組成的腎小球，並被囊狀的鮑氏囊包圍起來。經超濾作用後，來自腎小球血球中的液體，形成腎小球濾液，由鮑氏囊收集起來，接著經由腎元的其他構造，形成尿液。腎小球的入球小動脈直徑大於出球小動脈，這樣的構造使腎小球的血壓（靜液壓）可達70毫米汞柱，是全身微血管壓力最大的地方。
進入腎小球的過濾物質都要先經過鮑氏囊和腎小球間的內皮囊膜（endothelial capsular membrane），內皮囊膜包含了腎小球微血管的內皮、基底膜、及鮑氏囊的臟層上皮（足細胞）。正常狀況下，血液中的紅血球和蛋白質無法通過內皮囊膜，但是在腎小球發炎時，紅血球和蛋白質可能會通過內皮囊膜，混合到尿液中。
腎小球也被稱作馬氏小體，是以義大利生物學家暨醫生馬爾皮基（Marcello Malpighi，1628年-1694年）的姓氏命名。

## 圖片

腎小球在圖下方（紅色），鮑氏囊包裹之。
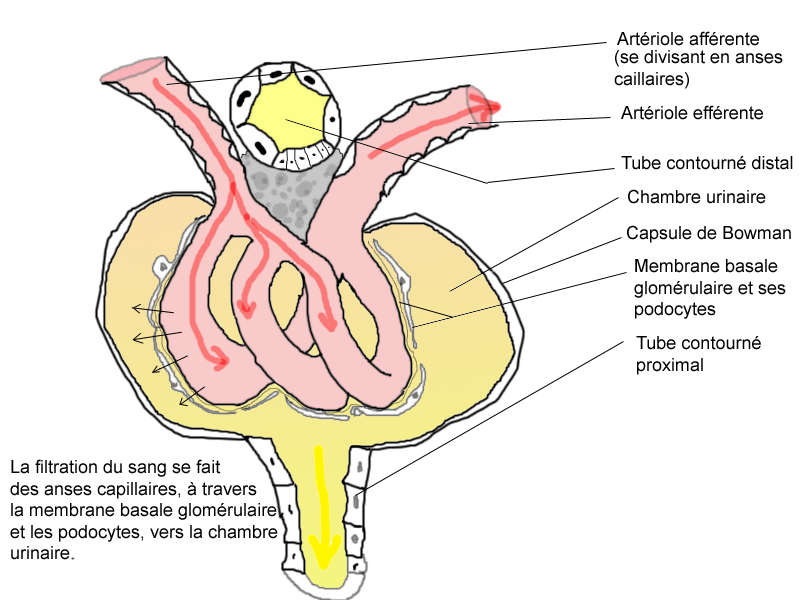
腎小球。
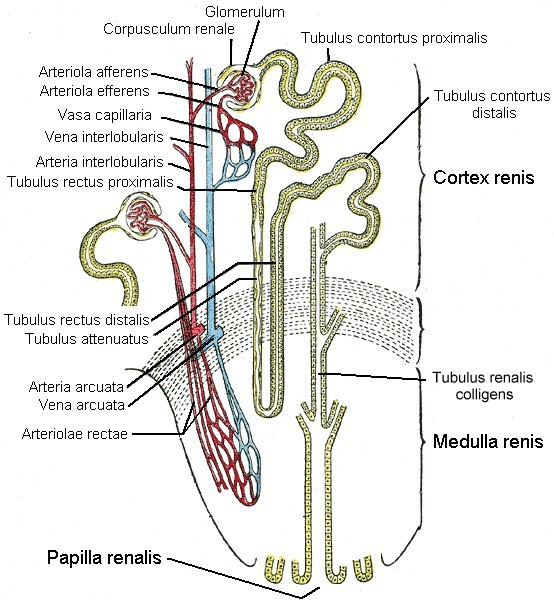
腎臟組織示意圖

## 外部連結
- eMedicine Dictionary上的Renal+corpuscle
- Histology image: 16003loa – 波士顿大学的组织学学习系统